# Hedwig von Münsterberg-Oels

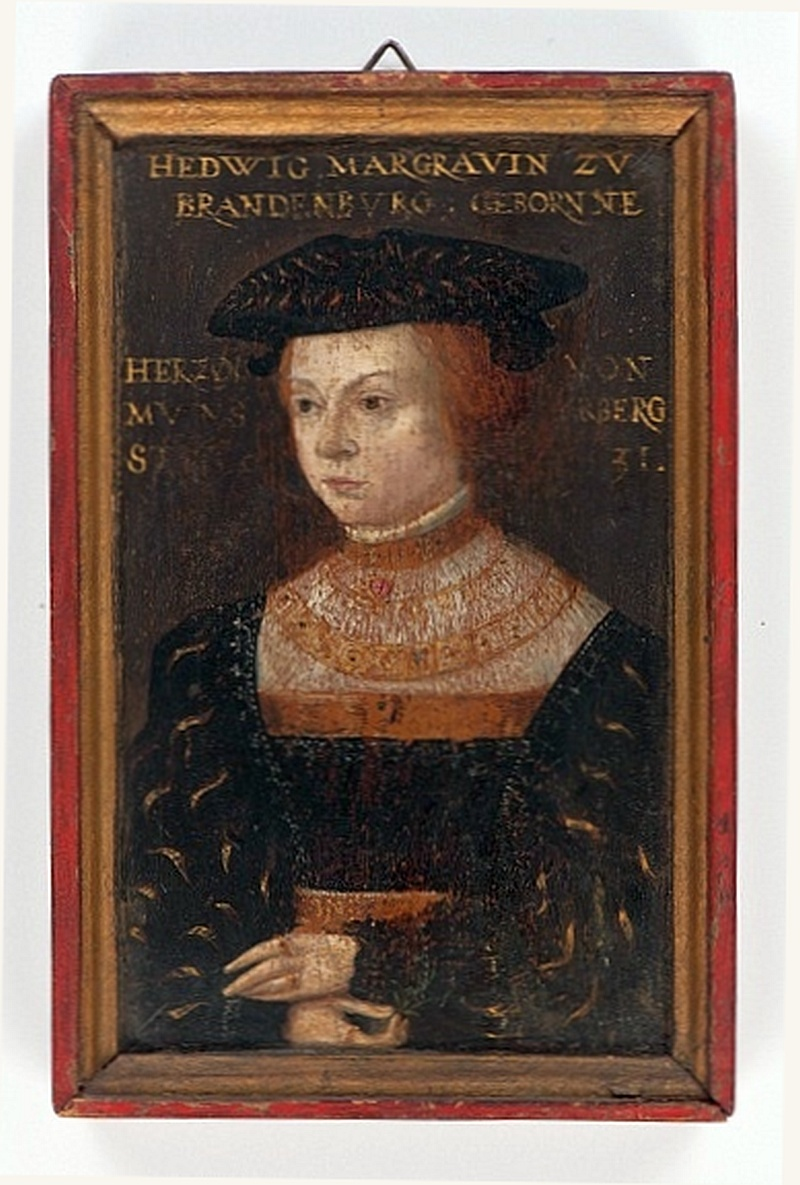
Miniatur – Portrait der Hedwig von Münsterberg-Oels

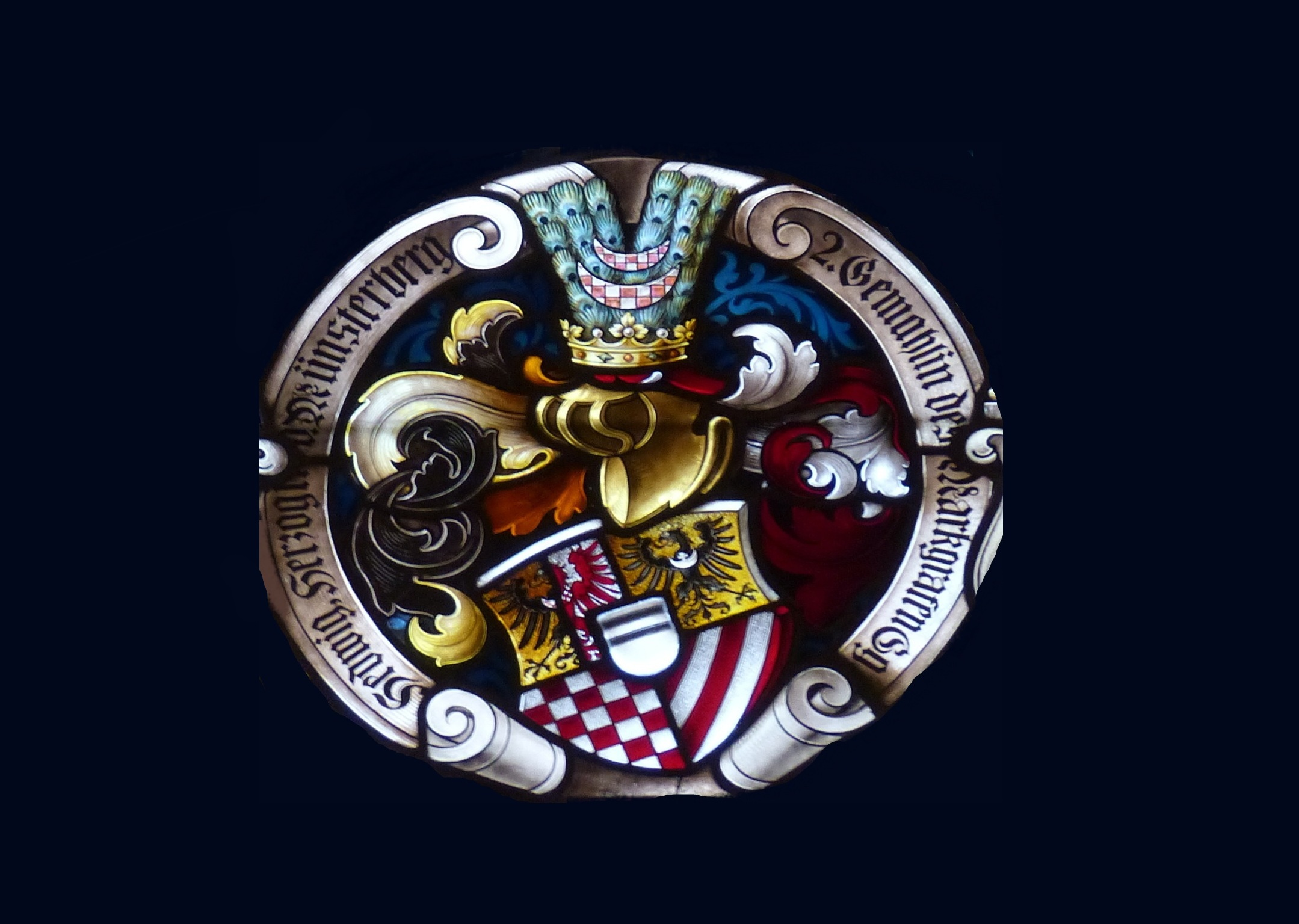
Wappen

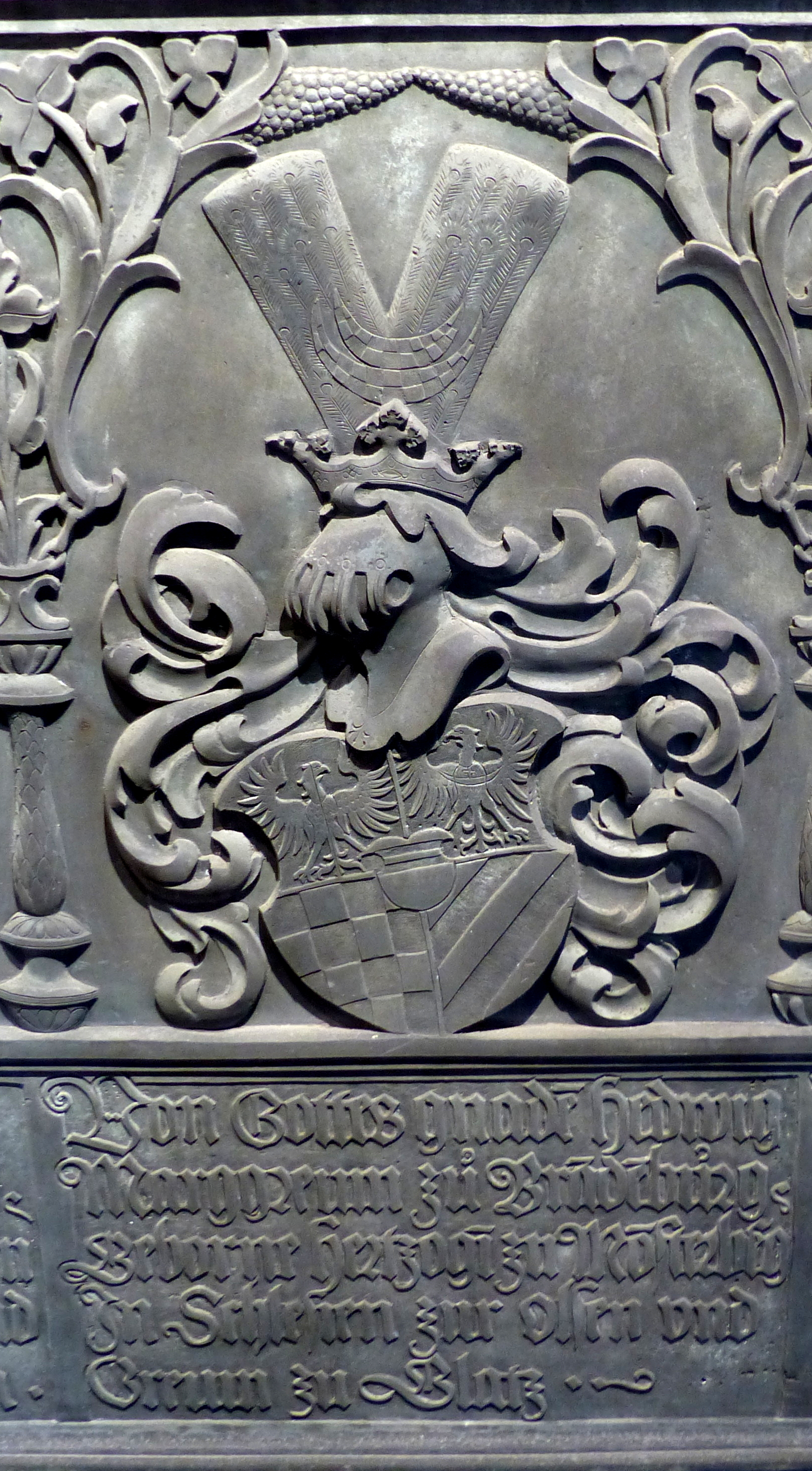
Wappen der Hedwig von Münsterberg-Oels auf der Stiftungstafel (1535) von Schloss Ratibor (Roth/Mittelfranken)

Hedwig von Münsterberg-Oels (* 10. oder 12. Juni 1508 in Oels, Herzogtum Oels; † 28. November 1531 in Liegnitz, Herzogtum Liegnitz) war von Geburt Herzogin von Münsterberg und Oels sowie Gräfin von Glatz und durch Heirat Markgräfin von Brandenburg-Ansbach.

## Leben
Hedwig entstammte dem Schlesischen Zweig der Herzöge von Münsterberg. Sie war eine Tochter des Herzogs Karl I., der ein Enkel des böhmischen Königs Georg von Podiebrad war. Ihre Mutter war Anna, eine Tochter des letzten Saganer Herzogs Johann II.
Am 9. Januar 1525 heiratete Hedwig in Oels den Markgrafen Georg den Frommen. Sie war Georgs zweite Ehefrau. Aus der Ehe gingen zwei Töchter hervor:
- Anna Maria (1526–1589)

⚭ 1544 Herzog Christoph von Württemberg (1515–1568)
- Sabina von Brandenburg-Ansbach (1529–1575)

⚭ 1548 Kurfürst Johann Georg von Brandenburg (1525–1598)
Hedwig starb in Liegnitz, wo sie auch bestattet wurde.